# Florentina Grecu-Stanciu
Pour les articles homonymes, voir Stanciu.
Florentina Grecu-Stanciu, née le 28 juillet 1982, est une joueuse internationale roumaine naturalisée islandaise de handball évoluant au poste de gardienne de but.

## Biographie
À 20 ans, elle quitte la Roumanie pour rejoindre Metz. Elle quitte le club un an plus tard, remplacée par Linda Pradel, après avoir remporté le titre de championne de France.
À l'été 2016, elle quitte IBV Vestmannaeyjar pour rejoindre le SCM Craiova.

## Palmarès

### En club
compétitions nationales
- championne de France en 2004 (avec Metz Handball)

### En sélection
autres
- vainqueur du championnat d'Europe junior en 2000[4]